# QAnon

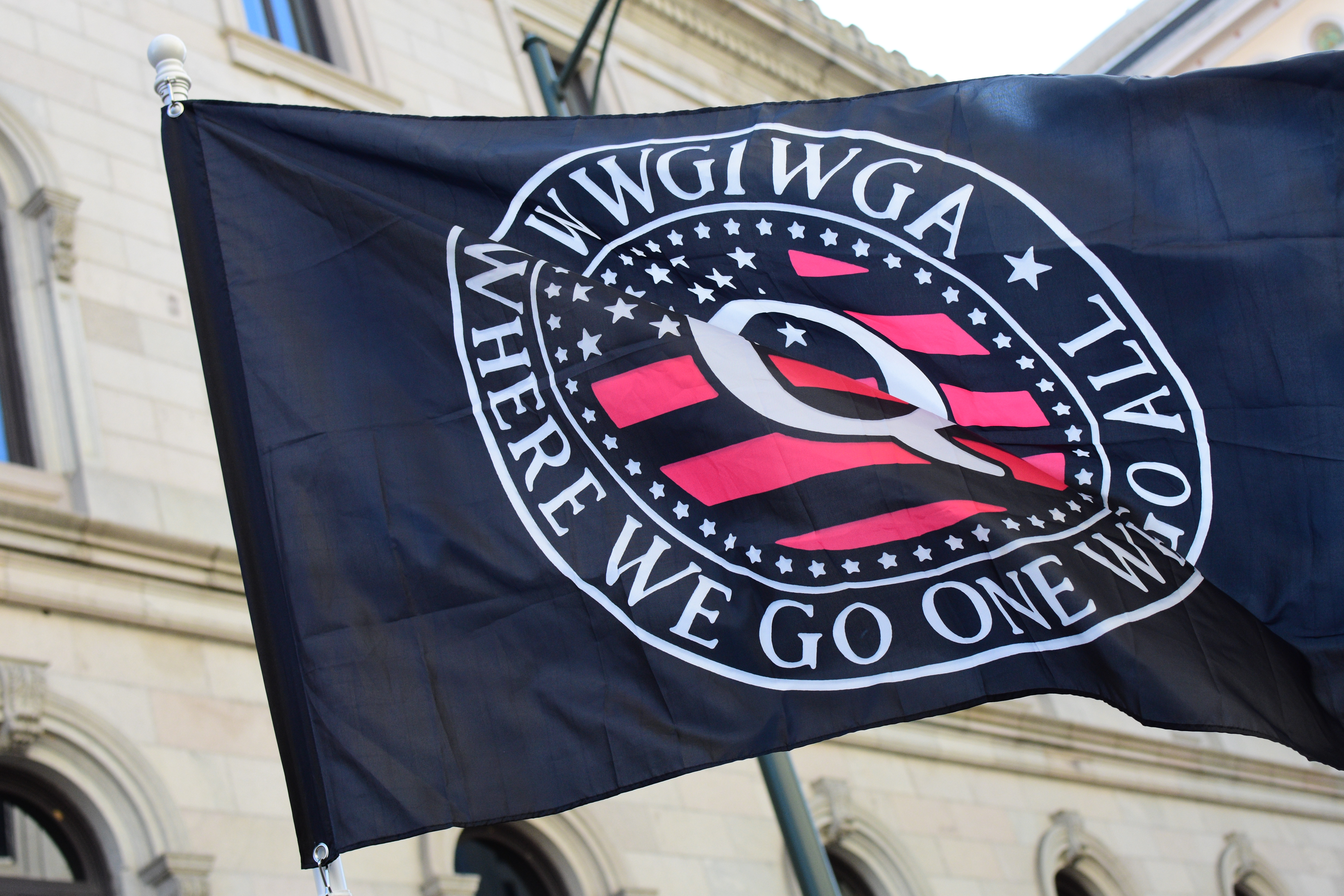
Vlajka QAnonu, 2020

QAnon (výsl. [kjuːəˈnɒn, Amer kjuːəˈnɑːn], zkratka pro Anonym „Q“) je označení pro řadu neprokázaných a volně propojených krajně pravicových konspiračních teorií. Nejvýraznější z nich tvrdí, že existuje tajný spolek satanistických pedofilů, řídící mezinárodní obchod s dětmi a snažící se sesadit amerického prezidenta Donalda Trumpa. QAnon také říká, že Trump plánuje operaci s názvem „Storm“, během které budou v jediný den organizovaně zadrženy tisíce přívrženců spolku. Členy jsou podle této teorie liberální hollywoodské hvězdy, politici z Demokratické strany a vysocí státní úředníci. Vůdci spolku mají být Hillary Clintonová, Barack Obama a George Soros; ti jsou podle jiného výkladu teorie také hlavními představiteli tajného spiknutí, tzv. Deep State, které ovládá USA a proti kterému bojuje právě Donald Trump. Nic z toho se ovšem nezakládá na jediném důkazu. Ačkoliv byl Trump na svůj postoj vůči QAnon a svou roli v konspirační teorii dotazován, nevyvrátil ji.
Konspirační teorie vznikla v říjnu 2017 na imageboardu 4chan, kde působí jistá anonymní osoba pod uživatelským jménem Q, která o sobě tvrdí, že má přístup k nejtajnějším dokumentům americké vládní administrativy. Předpokládá se, že šlo o občana USA a že dnes jde již o skupinu lidí. Poslední z téměř pěti tisíc zpráv označených písmenem Q byla zveřejněna v prosinci 2020. Jméno vychází z bezpečnostní prověrky kategorie Q, která v USA zaručuje přístup k přísně utajovaným informacím. Výraz Anon je zkratkou slova Anonymous (neboli anonym, anonymní). Konspirační teorie si postupně vybudovala řadu přívrženců a dočkala se značného mediálního zájmu.
Přívrženci teorie se začali poprvé na veřejnosti projevovat v srpnu 2018 po zahájení Trumpovy kampaně za znovuzvolení prezidentem USA. Na sítích se často spojovali přes hashtag #WWG1WGA, který je zkratkou pro Where We Go One, We Go All. V roce 2019 vydala FBI zprávu, ve které poprvé označila hnutí QAnon za potenciální zdroj domácího terorismu; léta 2020 začal tvrzení hnutí retweetovat i samotný Trump. Po neúspěšných volbách se dokonce setkal s několika otevřenými influencery hnutí. V říjnu 2020 se proti hnutí postavil také Facebook, který začal mazat stránky a skupiny, šířící konspirační teorii. Za dva měsíce smazal přes 1 700 stránek a 5 600 skupin, které porušily pravidla komunity šířením dezinformací. Analýza Facebooku ukázala, že dotčené skupiny a stránky sledovalo několik milionů uživatelů. Příznivci teorie se poté přesunuli na imageboardy EndChan a 8chan a začali přijímat virtuální přísahu oddanosti hnutí, která se šířila pod hashtagem #TakeTheOath. V lednu 2021 také Twitter smazal přes 70 000 účtů spojených s hnutím QAnon.

## Pozadí
Konspirační teorie vyrostla z mediálního pokrytí dřívější konspirační teorie z roku 2016, známé jako Pizzagate. Dnes již vyvrácená teorie tvrdila, že newyorská policie během vyšetřování demokratického politika Anthonyho Weinera, který byl odsouzen za sexuální obtěžování, odhalila síť pedofilů obchodujících s dětmi. Dalším zdrojem byly e-maily z prezidentské kampaně Hillary Clintonové, které zveřejnil server WikiLeaks. Konspirátoři začali v e-mailech hledat tajné kódy, které měly obchod s dětmi šifrovat do běžných objednávek pizzy pro členy kampaně. Centrem obchodu měla být pizzerie Comet Ping Pong ve Washingtonu, D.C. Konspirační teorie se začala šířit po dezinformačních webech a na imageboardu 4chan. Restaurace se poté stala terčem anonymních hrozeb a štvavé kampaně na sociálních sítích. Vše vyústilo v prosinci 2016, kdy Edgar Maddison Welch, 28letý muž, vstoupil do restaurace s puškou a třikrát vystřelil. Policii se po svém zatčení svěřil, že v restauraci chtěl odhalit síť pedofilů a osvobodit děti. U soudu dostal 4 roky odnětí svobody a pokutu; jiný muž byl v roce 2017 odsouzen za anonymní hrozby.

## Vznik
V srpnu 2017 na imageboardu 4chan založil uživatel Q Clearance Patriot vlákno s názvem Calm Before the Storm (neboli Klid před bouří). Výraz Bouře značí den, kdy proběhne organizovaná a koordinovaná akce na zatčení přívrženců tajného spolku pedofilů. V listopadu 2017 konspirační teorii zpopularizovali Paul Furber, Coleman Rogers a Tracy Diaz, dva moderátoři 4chanu a jeden youtuber. Tito trio také teorii přeneslo na sociální síť Reddit; tam se začala masově šířit. Sám Reddit tamní komunitu zablokoval a smazal v březnu 2018. Coleman Rogers poté se svou ženou založil YouTube kanál Patriots' Soapbox, který propagoval tvrzení QAnon. Asi nejslavnějším hostem kanálu byla republikánská poslankyně Lauren Boebertová. Teorie se rozšířila také na Twitteru. Všude se ovšem stránky setkaly s opatřeními proti šíření dezinformací. Následně se proto přesunula na imageboard 8chan. V srpnu 2019 byl ovšem 8chan zrušen. Komunita se tedy znovu přesunua tentokrát na imageboardy Endchan a 8kun.
V mainstreamových médiích teorii rozšířili konzervativní komentátor Sean Hannity a herečka a bavička Roseanne Barrová. Šíření teorie pomohl také Alex Jones na svém dezinformačním serveru InfoWars. Zájem o konspirační teorii vzrostl během pandemie covidu19 – na Facebooku třikrát, na Twitteru a Instagramu dvakrát. V téže době si konspirační teorie našla řadu přívrženců i v Evropě. Zejména v Německu, kde tamní QAnon mají kolem 200 000 příznivců. V Evropě se teorii daří také ve Spojeném království; mnoho podporovatelů má dále v Kanadě a ve vybraných zemích Jižní Ameriky. Roku 2020 kandidovalo do Sněmovny reprezentantů USA 27 osob, kteří konspirační teorii QAnon podporovali (25 z nich bylo z Republikánské strany, 2 kandidovali jako nezávislí). V těchto volbách z nich uspěla Marjorie Taylor Greenová, která kandidovala za Republikánskou stranu a již dříve čelila kritice za rasistické a bigotní prohlášení.

## Dopady
Dne 6. ledna 2021 vypukly během shromáždění podporovatelů Donalda Trumpa u Kapitolu USA nepokoje, které vyústily ve vniknutí skupiny protestujících do Senátu USA. Nepokoje přinesly několik desítek zatčených a smrt pěti osob. Mezi protestujícími byli i podporovatelé Qanon. Jeden z nejviditelnějších protestujících byl později zatčený Jacob Chansley, známý také jako Jake Angeli, který demonstroval s cedulí s nápisem „poslal mě Q“, i kvůli tomu si získal přezdívku QAnon šaman. Jelikož sám Trump na sociálních sítích od konce prosince vyzýval své podporovatele, aby se s ním postavili proti politikům, kteří uznají zvolení Joea Bidena, byl po událostech z 6. ledna zablokován sociálními sítěmi Facebook (na neurčito) a Twitter (trvalý ban), a to z důvodu hrozícího nebezpečí pokračování v podněcování k násilnostem. Demokraté v reakci na události dne 11. ledna 2021 vznesli proti Trumpovi ústavní žalobu za podněcování vzpoury; demokratická předsedkyně Sněmovny reprezentantů Nancy Pelosiová současně připravila druhý impeachment Trumpa.
Provozovatelé Twitteru v polovině ledna smazali 70 000 účtů, které šířily konspirační teorii QAnon; stejně reagoval i Facebook a YouTube. QAnon získal hosting na platformě Telegram a vyvíjí mohutnou dezinformační kampaň namířenou proti vakcinaci.
Někteří stoupenci na základě přesvědčení získaného z víry v konspirační teorie prezentované hnutím sáhli k násilí a vraždám, v některých případech i vůči vlastním dětem.
Na podzim 2021 se v Dallasu začala scházet skupina několika stovek lidí věřících ve zvláštní odnož konspirace, která zvěstuje návrat Johna F. Kennedyho mladšího, který zemřel při letecké nehodě v roce 1999. Kennedy má spolu s dalšími mrtvými celebritami včetně Michaela Jacksona nebo princezny Diany pomoci Trumpovi zpět do Bílého domu. Skupinu, která je označována za kult, vede Michael Brian Protzman.

## Tvrzení
Mezi tvrzení Q patří:
- „Calm before the Storm“ (Ticho před bouří) z října 2017 – tato fráze použitá Donaldem Trumpem má být kryptografická zpráva pro „schůzku vojenských vůdců“[23]
- Debbie Wasserman Schultzová, předsedkyně DNC (demokratického národního výboru), si roku 2016 najala skupinu MS-13 k politické vraždě Setha Riche (člena DNC)[24]
- Kim Čong-un je loutka, kterou do jeho pozice instalovala CIA[25]

## Následovníci
Následovníci QAnon věří několika nebo všem z následujících tvrzení:
- probíhal skrytý státní puč s cílem sesadit Donalda Trumpa – za tímto převratem byli Hillary Clintonová, Barack Obama, George Soros a jejich nejbližší rodinní příslušníci
- šéf FBI Robert Mueller ve skutečnosti pracuje proti tomuto pokusu o převrat – nevyšetřuje Donalda Trumpa ale Hillary Clintonovou a další demokratické vrcholné politiky
- Hillary Clintonová, Barack Obama, George Soros provozují síť obchodu s dětmi
- někteří Trumpovi oponenti jako Huma Abedin či John McCain musejí nosit na zápěstí identifikační náramky, přes které Trump sleduje jejich pohyb
- J. P. Morgan potopil Titanic
- rodina Rothschildů vede satanistický kult
- některé další současné hvězdy Hollywoodu (jako např. Tom Hanks) jsou pedofilové

Stoupenci QAnon (též zvaní „followers of Q“ – následovatelé Q) věří, že skrze informace a indicie uvolňované uživatelem Q dojde k Velkému probuzení (Great Awakening) – velkého oživení křesťanství, které údajně v soudobých Spojených státech upadá. Tito přívrženci jsou z velké většiny křesťané a téměř bez výjimky současně příznivci Donalda Trumpa.

### Veřejné mínění
Od 29. srpna do 1. září 2020 probíhal on-line průzkum společnosti Civiqs, jehož se zúčastnilo 1 368 respondentů. Statistická chyba průzkumu byla ±2,7 %. Dle výsledků 33 % republikánů věří, že teorie je z většiny pravdivá, 23 % jí věří částečně a 13 % jí nevěří; demokratů jí nevěří 72 %. O teorii neslyšelo 14 % Američanů, v červenci 2019 jich bylo 35 %.
MSNBC zveřejnilo 27. května 2021 studii PRRI-IFFYC z dubna téhož roku, podle které 15 % Američanů věří tomu, že Washington, D.C. je ovládán skupinou satanistů, kteří ovládají obchod s dětmi, 20 % pak věří alespoň jedné z teorií, které QAnon šíří a předpovídá, že dojde ke konfliktu, který „smete elitu od moci a místo ní nastolí právoplatné vůdce“.